# Приорат Святой Фридесвиды
Приорат Святой Фридесвиды (англ. Priory of St Frideswide) — августинский приорат в Оксфорде в Великобритании, столице графства Оксфордшир. Основан в 1122 году, упразднён в 1524 году. Церковь монастыря ныне в составе колледжа Крайст-черч.
Территория западного Оксфордшира и верховьев реки Темза в конце VII века относилась к провинции королевства Мерсия, которая управлялась англосаксонским правителем Дидой. В своих владениях в Бэмтоне, Эйншеме и Оксфорде Дида выделил земли под монастыри. Согласно позднейшей агиографической традиции (c XII века), на месте современного Оксфорда в 1-й половине VIII века святая Фридесвида, дочь Диды основала женский монастырь Пресвятой Богородицы и стала его первой аббатисой. Позже монастырь стал двойным, с раздельными мужской и женской монашескими общинами. При монастыре была школа и больница. После смерти 19 октября 727 или 735 года Фридесвида была похоронена в монастыре. Монастырь с X века стал центром города, в котором расположен Оксфордский университет. Монастырь Фридесвиды был важнейшим земледержателем в округе.
В 1002 году церковь монастыря была сожжена вместе с искавшими в ней убежища данами, жившими в Оксфорде, во время резни в День святого Брайса по приказу короля из Уэссекской династии Этельреда Неразумного. Погибло более 600 человек. Большая часть ранних записей монастыря, в том числе летопись была утеряна при пожаре. В 1004 году Этельред в знак покаяния приказал перестроить церковь и перенести в неё мощи Фридесвиды. В то время к храму была прикреплена община секулярных каноников. 
В 1122 году на месте монастыря Пресвятой Богородицы в Оксфорде августинским орденом был основан католический приорат в честь Святой Фридесвиды. Во 2-й половине XII века была построена позднероманская церковь монастыря. Мощи Фридесвиды были торжественно положены в новую раку в 1180 году при участии архиепископа Кентерберийского Ланфранка. Монастырь был популярным и богатым, владел обширными землями. 
В 1524 году приорат Святой Фридесвиды был распущен кардиналом Томасом Уолси, который планировал перестроить монастырь Святой Фридесвиды в кардинальский колледж. Уолси снёс западную часть нефа монастырской церкви. В 1529 году Генрих VIII обвинил Уолси в государственной измене и строительство колледжа было приостановлено. В 1538 году рака Фридесвиды была осквернена реформаторами. В 1546 году церковь монастыря была преобразована в кафедральный собор Христа Спасителя диоцеза Оксфорда, образованного в 1542 году (до 1546 года кафедра находилась в Озни), и одновременно в часовню новоучреждённого университетского колледжа. Колледж получил название Крайст-черч. В 1546 году Оксфорд получил статус города. В правление Марии I (1553—1558) мощи Фридесвиды были возвращены в раку. После смерти Марии I протестанты осквернили мощи и захоронили под полом церкви, а раку разбили.
В XIX веке собор реставрирован под руководством Джорджа Гилберта Скотта.
В 2002 году рака была восстановлена и является объектом паломничества.
Из монастырских построек сохранились дом приора, а также части братского корпуса и трапезной.